# Barbus leptopogon
Barbus leptopogon är en fiskart som beskrevs av Schimper, 1834. Barbus leptopogon ingår i släktet Barbus och familjen karpfiskar. IUCN kategoriserar arten globalt som otillräckligt studerad. Inga underarter finns listade.